# Proseč u Pošné (zámek)
Zámek Proseč u Pošné stojí ve vsi Proseč, části obce Pošná v okrese Pelhřimov. Dnes v něm funguje domov důchodců. Je chráněn jako kulturní památka České republiky.

## Historie
Proseč je poprvé uváděna k roku 1362, kdy se po ní psal Lev z Proseče. Zda už v té době zde stála tvrz předcházející zámku, není známo. Následně jsou zmiňováni i Vilém, Drslav a Jan Hazmuka z Proseče. V roce 1415 je uváděn Bohunek z Proseče, za nějž tvrz s určitostí již stála. Za husitských válek však patrně zpustla. V roce 1457 Bohunek zemřel a ačkoliv Proseč odkázal Anežce z Dubé, připadla králi Ladislavu Pohrobkovi. Od něho ji získal Jan z Házmburka a na Kosti, který ji v roce 1463 převedl na Petra Malovce z Malovic a posléze došlo k připojení Proseče ke kamenickému panství. Jeho syn Václav Malovec pak nechal obnovit tvrz. V držení Malovců zůstal statek do roku 1759, kdy jej od Jana Víta Malovce koupil hrabě Adolf Felix Pötting. Ve smlouvě je uváděn zámek, takže patrně někdy předtím došlo k barokní přestavbě. V roce 1803 zámek odkoupil František Vernier a následně docházelo k rychlému střídání majitelů. Z roku 1818 se v soudním odhadu dochoval popis zámku. Jednalo se o patrovou budovu s dvojicí nárožních rondelů a sala terrenou v levém křídle. V letech 1861-1945 ji vlastnili Třebičtí. Po požáru prošel v roce 1991 kompletní rekonstrukcí a je v něm umístěn domov důchodců.